# Tad Lincoln

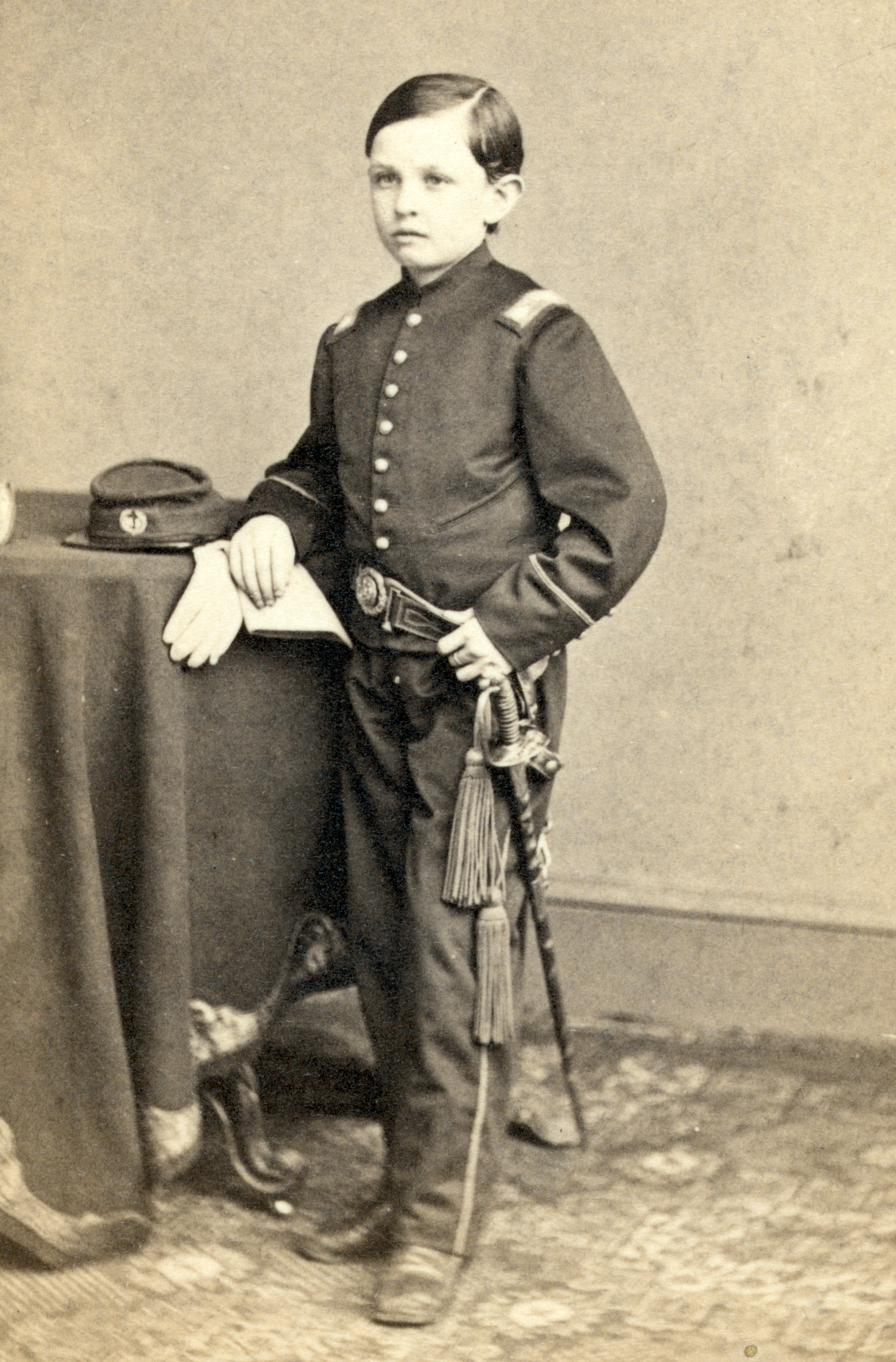
Tad Lincoln (ca. 1864)

Thomas „Tad“ Lincoln (* 4. April 1853 in Springfield, Illinois; † 15. Juli 1871 in Chicago, Illinois) war der vierte und jüngste Sohn von Abraham Lincoln und Mary Todd Lincoln.

## Frühe Jahre
Thomas Lincoln wurde am 4. April 1853 als vierter Sohn von Abraham Lincoln und Mary Todd Lincoln geboren. Seine drei älteren Brüder waren Robert (1843–1926), Edward, genannt „Eddie“ (1846–1850) und William, genannt „Willie“ (1850–1862). Benannt nach seinem Großvater väterlicherseits Thomas Lincoln, wurde er von seinem Vater wegen seines kleinen Körpers, seines großen Kopfes und weil er sich als Säugling wie eine Kaulquappe (englisch tadpole) bewegte, „Tad“ genannt. Tads Vorname wurde gelegentlich fälschlicherweise als Thaddeus angegeben.
Tad wurde mit einer Lippen-Kiefer-Gaumenspalte geboren, was ihm sein Leben lang Sprachprobleme bereitete. Er lispelte und sprach seine Worte schnell und unverständlich. Oft konnten nur diejenigen, die Lincoln nahe standen, ihn verstehen. Zum Beispiel nannte er den Leibwächter seines Vaters, William H. Crook, „Took“ und seinen Vater „Papa Day“ statt „Papa Dear“. Die Gaumenspalte trug zu ungleichmäßigen Zähnen bei; er hatte solche Schwierigkeiten beim Kauen der Nahrung, dass seine Mahlzeiten speziell zubereitet wurden.
Lincoln und sein Bruder Willie galten in der Zeit, in der sie in Springfield lebten, als „berüchtigte Halunken“. William Herndon, Abraham Lincolns Rechtspartner, schrieb über die Zeiten, in denen Lincoln die Jungen mit zur Arbeit nach Illinois nahm: „Die Jungen waren in ihrem Vergnügen absolut hemmungslos. Wenn sie alle Bücher aus den Regalen rissen, die Spitzen aller Stifte verbogen, Tintenfässer umwarfen, Gesetzestexte auf dem Boden verstreuten oder die Bleistifte in den Spucknapf warfen, störte das nie die Gelassenheit der guten Natur ihres Vaters.“

## Die Zeit im Weißen Haus

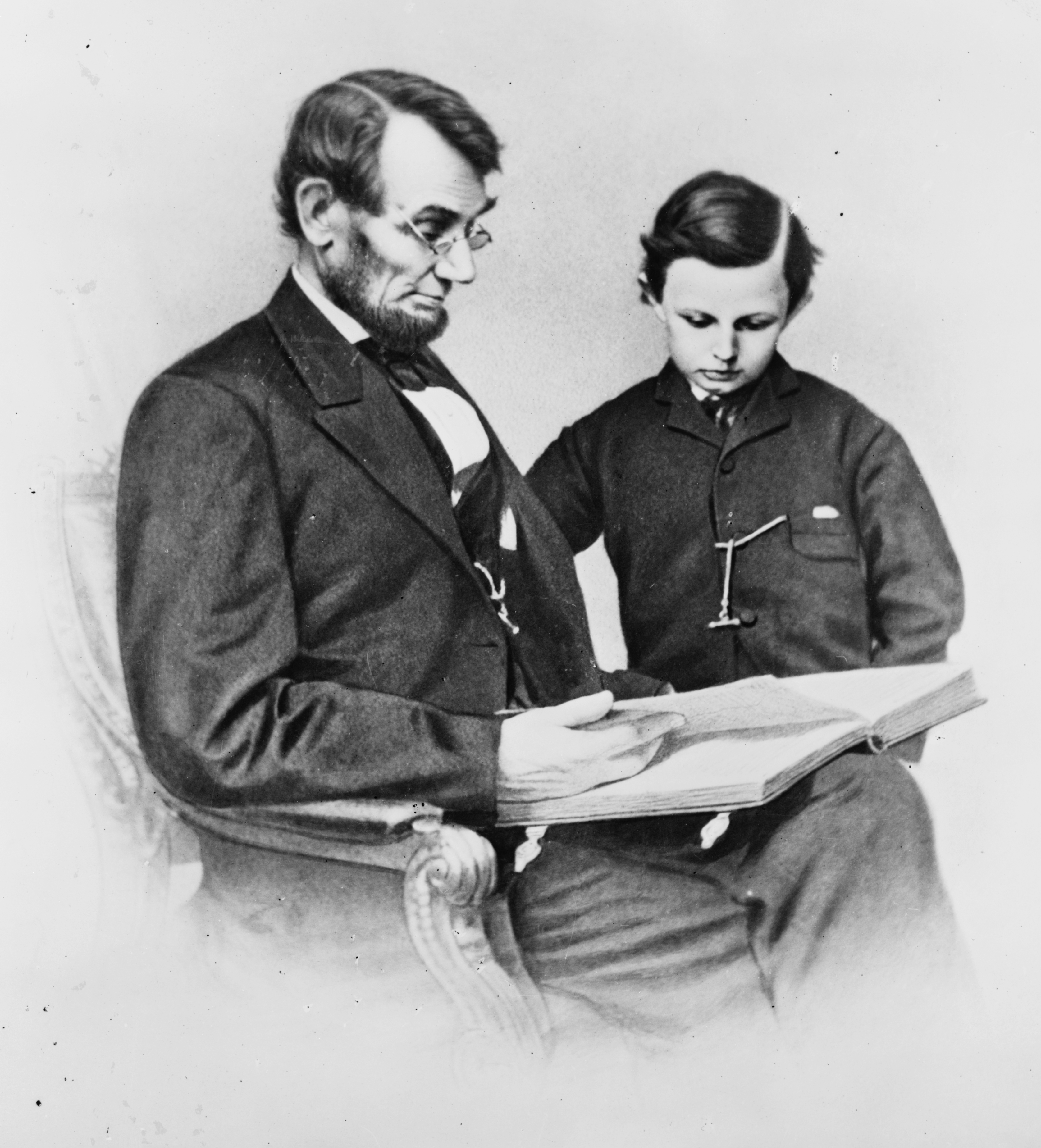
Tad Lincoln mit seinem Vater (1864)

Nach der Wahl ihres Vaters zum Präsidenten zogen Tad und Willie ins Weiße Haus, das zu ihrem neuen Spielplatz und Zuhause wurde. Auf Wunsch von Mary Lincoln brachte Julia Taft ihre jüngeren Brüder, den 14-jährigen Horatio Nelson Jr., genannt „Bud“, (1847–1915) und den 12-jährigen Halsey Cook Taft, genannt „Holly“, (1849–1897) mit ins Weiße Haus, wo sie zu Spielkameraden der beiden jungen Lincolns wurden.
Im Februar 1862 erkrankten beide Lincoln-Jungen an Typhus, und beide Jungen waren bettlägerig. Willie starb am 20. Februar, während Tad sich erholte. Einen Monat lang weinte er jedoch häufig, nicht nur wegen des Todes seines Bruders, sondern auch wegen des Verlusts seiner beiden anderen Spielkameraden Bud und Holly, die seine Mutter nach Willies Tod wegschickte, weil sie sie zu sehr an ihn erinnerten. Nach Willies Tod wurden Tads Eltern noch nachsichtiger gegenüber Tads Verhalten, und Tad verbrachte fast seine gesamte Zeit mit seinem Vater.
Als sein Vater noch lebte, war Tad impulsiv und unbeherrscht und besuchte keine Schule. John Hay schrieb, dass die zahlreichen Tutoren des Jungen im Weißen Haus in der Regel aus Frustration aufgaben. Tad konnte sich im Weißen Haus frei bewegen, und es gibt Geschichten darüber, dass er Sitzungen des Präsidenten unterbrach, Tiere einsammelte, von Besuchern verlangte, seinen Vater zu sehen, und vieles mehr.
Am 14. April 1865 ging Tad ins Grover’s Theatre, um das Stück Aladdin and the Wonderful Lamp zu sehen, während seine Eltern die Aufführung von Tom Taylors Stück Our American Cousin im Ford’s Theatre besuchten. In dieser Nacht wurde sein Vater durch den Konföderierten-Sympathisanten John Wilkes Booth ermordet. Als sich die Nachricht von der Ermordung im Grover’s Theatre verbreitete, machte der Manager eine Durchsage an das gesamte Publikum. Tad begann zu rennen und zu schreien: „Sie haben Papa getötet! Sie haben Papa getötet!“ Tad wurde zum Weißen Haus zurückgebracht, während seine Mutter dafür plädierte, ihn an das Sterbebett seines Vaters im Petersen House zu bringen. „Bringen Sie Tad – er wird mit Tad sprechen – er liebt ihn so sehr.“ Spät in der Nacht wurde der untröstliche Tad von einem Pförtner des Weißen Hauses ins Bett gebracht. Präsident Lincoln starb am nächsten Morgen, am Samstag, dem 15. April, um 7:22 Uhr. Über den Tod seines Vaters sagte Tad:

„Pa ist tot. Ich kann kaum glauben, dass ich ihn nie wieder sehen werde. Ich muss jetzt lernen, auf mich selbst aufzupassen. Ja, Pa ist tot, und ich bin jetzt nur noch Tad Lincoln, der kleine Tad, wie andere kleine Jungen. Ich bin nicht mehr der Sohn eines Präsidenten. Ich werde nicht mehr viele Geschenke bekommen. Nun, ich werde versuchen, ein guter Junge zu sein, und ich hoffe, dass ich eines Tages zu Pa und Bruder Willie in den Himmel komme.“

## Späteres Leben
Nach dem Attentat lebten Mary, Robert und Tad Lincoln gemeinsam in Chicago. Robert zog nach kurzer Zeit aus, und Tad begann eine Schule zu besuchen. Im Jahr 1868 verließen sie Chicago und lebten fast drei Jahre lang in Europa, zunächst in Deutschland und später in England.
Lincoln litt unter einer „komplexen Sprach- und Sprechstörung“, wie ein moderner Kommentator es nannte, die mit einer Art Lippen- oder Gaumenspalte zusammenhing. Dies verursachte einige Probleme, als Lincoln in Chicago zur Schule ging. Als er die Elizabeth Street School in dieser Stadt besuchte, nannten ihn seine Mitschüler wegen seines Sprachfehlers manchmal „Stuttering Tad“ (stotternder Tad), die er als Jugendlicher zu bewältigen lernte.

## Tod
Am Samstagmorgen, dem 15. Juli 1871, starb Lincoln im Alter von 18 Jahren im Clifton House Hotel in Chicago. Die Todesursache wurde verschiedentlich als Tuberkulose, ein pleuristischer Anfall, Lungenentzündung, oder Herzinsuffizienz bezeichnet. In einem Nachruf bezeichnete John Hay ihn liebevoll als „Little Tad“.
Die Trauerfeier für Lincoln fand im Haus seines Bruders Robert in Chicago statt. Sein Leichnam wurde nach Springfield überführt und im Lincoln-Grab auf dem Oak Ridge Cemetery neben seinem Vater und zwei seiner Brüder beigesetzt. Robert begleitete den Sarg im Zug, aber Mary war zu verstört, um die Reise anzutreten.

## Film und Fernsehen
In Kino- und Fernsehfilmen wurde Tad Lincoln von folgenden Schauspielern verkörpert:
- Newton Hall in The Dramatic Life of Abraham Lincoln (1924)
- Gordon Thorpe in Abraham Lincoln (1930)
- Dickie Moore in Lincoln in the White House (1939, Kurzfilm)
- Henry Blair in Abe Lincoln in Illinois (1940)
- John Levin in Lincoln (1974, Miniserie)
- Robby Benson in The Last of Mrs. Lincoln (1976, Fernsehfilm)
- Troy Sweeney in Lincoln (1988, Miniserie)
- Bug Hall in Tad Lincoln, der Sohn des Präsidenten (1995, Fernsehfilm)
- Adam Lamberg in Abraham Lincoln – Die Ermordung des Präsidenten (1998, Fernsehfilm)
- Gulliver McGrath in Lincoln (2012)
- Joshua Rush in Saving Lincoln (2013)
- Benjamin Perkinson in Killing Lincoln (2013)